# 蒲察阿虎迭
蒲察阿虎迭，又作蒲察阿虎特，金朝官员、驸马。
蒲察阿虎迭初授信武将军，娶完颜亮之姊辽国长公主完颜迪钵，为驸马都尉。辽国长公主去世后，再娶邓国长公主完颜崔哥。皇统三年（1143年），担任右副点检。皇统五年（1145年），出使南宋为贺正旦使，改任左副点检，皇统七年（1147年）四月，左副点检蒲察阿虎特的儿子蒲察鼎寿娶金熙宗的女儿郑国公主。蒲察阿虎迭历任礼部尚书、工部尚书，广宁尹、咸平尹、临潢尹，武定军节度使，封葛王。二十八岁去世。完颜亮亲临葬，赠谭王。正隆年间，例赠特进楚国公。其女蒲察叉察，完颜亮之姊庆宜公主所生，嫁完颜秉德之弟完颜特里。完颜秉德被杀后，完颜亮将外甥女蒲察叉察纳入宫中。正隆六年（1161年）正月，杀蒲察叉察。